# Chavarriella brunneilinea
Chavarriella brunneilinea là một loài bướm đêm trong họ Geometridae.